# Marjanski Ivanovci
Marjanski Ivanovci (1971-ig Ivanovci Marijanački) falu Horvátországban, Eszék-Baranya megyében. Közigazgatásilag Mariánchoz tartozik.

## Fekvése
Eszéktől légvonalban 30, közúton 42 km-re északnyugatra, községközpontjától 3 km-re délre, a Szlavóniai-síkságon fekszik.

## Története
Az első világháborút követő földreform során keletkezett Mariánc déli határrészén, amikor az ország különböző részeiről új telepesek érkeztek ide. Lakosságát 1931-ben számlálták meg először, ekkor 111 lakosa volt. 1991-ben lakosságának 97%-a horvát nemzetiségű volt. 2011-ben a falunak egy háza és két állandó lakosa volt. Nagy valószínűséggel a közeljövőben ki fog halni.

## Lakossága
| Lakosság változása | Lakosság változása | Lakosság változása | Lakosság változása | Lakosság változása | Lakosság változása | Lakosság változása | Lakosság változása | Lakosság változása | Lakosság változása | Lakosság változása | Lakosság változása | Lakosság változása | Lakosság változása | Lakosság változása | Lakosság változása |
| ------------------ | ------------------ | ------------------ | ------------------ | ------------------ | ------------------ | ------------------ | ------------------ | ------------------ | ------------------ | ------------------ | ------------------ | ------------------ | ------------------ | ------------------ | ------------------ |
| 1857               | 1869               | 1880               | 1890               | 1900               | 1910               | 1921               | 1931               | 1948               | 1953               | 1961               | 1971               | 1981               | 1991               | 2001               | 2011               |
| 0                  | 0                  | 0                  | 0                  | 0                  | 0                  | 0                  | 111                | 141                | 210                | 376                | 183                | 21                 | 36                 | 4                  | 2                  |

(1961-ig településrészként, 1971-től önálló településként.)